# 139号線 (ポーランド)
ポーランド国鉄139号線（ポーランド語;Linia kolejowa nr 139）は、シロンスク県カトヴィツェのカトヴィツェ駅と同ジヴィエツ郡のズヴァルドン駅を結ぶポーランド国鉄の鉄道路線である。

## 概要
全長は113.785 kmである。ズヴァルドン駅から国境を越えてスロバキア国鉄129号線と接続する。複線区間はカトヴィツェ駅 - ビェルスコ＝ビャワ中央駅間とビェルスコ＝ビャワ・リプニク駅 - ヴィルコビツェ・ビストラ駅間である。
モスクワ - プラハ間を結ぶ寝台特急ユーロナイト（ヴルタヴァ号）や、ワルシャワ - ボフミーン - プラハおよびウィーン間を結ぶエクスプレス・インターシティ(EIC)は1号線を経てカトヴィツェ駅に到達し、当線のカトヴィツェ - チェホヴィツェ（93号線に接続する短絡線）間を経由する。

## 歴史

### プロイセン王国
プロイセン王国時代の1852年12月1日にカトヴィツェ - カトヴィツェ・リゴタ間が開業したのが始まりである。1861年2月23日にプロイセン王国とオーストリア帝国は二つの区間の鉄道建設に関する条約を締結して、両国はミコウフのある場所からプレス（現在プシュチナ）経由で皇帝フェルディナント北部鉄道（Kaiser Ferdinands-Nordbahn, KFNB）のジーディッツ駅（現在チェホヴィツェ＝ジェジツェ駅）まで鉄道を建設する義務を負った。1867年1月24日にオッペルン＝タルノヴィッツ鉄道 (Oppeln-Tarnowitzer Eisenbahn-Gesellschaft) が建設免許を建設期限3年の条件で獲得した。起点はエマヌエルスゼーゲン（現在カトヴィツェ市ムルツキ町）と確定された。1868年11月15日にオッペルン＝タルノヴィッツ鉄道はオーデル川右岸鉄道（Rechte-Oderufer Eisenbahn, ROUE）により引き受けられた。1870年6月24日にはショッピニッツ（現在カトヴィツェ市ショピエニツェ町） - ジーディッツ（現在チェホヴィツェ＝ジェジツェ）間が右岸鉄道により旅客・貨物の向けに開業された。右岸鉄道は1886年に国家所有となって、プロイセンの路線はブレスラウ管理局に組み入れられた。
1912年11月2日にはカトヴィツェ・リゴタ - ティヒ間の新線が開業して全線開通した。

### 皇帝フェルディナント北部鉄道とオーストリア帝国鉄道
北部鉄道は1850年代にオーダーベルク（現在ボフミーン）- ジーディッツ間の本線建設を続いて、ジーディッツ - ビーリッツ（現在ビェルスコ＝ビャワ）間分岐線を1855年12月17日に開通した。1860年代以降にKFNBは分岐線をザイブッシュ（現在ジヴィエツ）まで延長することを計画して、ガリツィアとハンガリー鉄道網に連結することを目指した。ビーリッツ駅からKFNBの分岐線を延長するために、帝国政府はビーリッツ市街の地下線路建設を要求し工事予算を上げた。1878年8月18日にはビーリッツ - ザイブッシュ（現在ジヴィエツ）間が開通されて、開通日は建設許可の期限より四ヶ月半ほど早かった。
ガリツィア横断鉄道（Galizische Transversalbahn）に関るす法律は帝国議会が1872年に議決して、少ない国家債務保証で建設することを意図したが、私鉄の応募者は全くなかった。1883年2月28日に制定された法律により、ザイブッシュ - オーストリア・ハンガリー国境線区間に関して国家予算による建設が認可された。1883年6月に建設工事が開始されて、ザイブッシュ - ズヴァールドニ間は1884年11月3日に旅客運送向けに、同月15日に全体運送向けに横断鉄道の分岐線として開通された。
1906年にKFNBの国有化により、オーストリア帝国鉄道（k.k. österreichische Staatsbahnen, kkStB）はこの路線の一部区間を引き受けた。1907年1月1日より、旧KFNB区間は帝国鉄道により直接運営された。

### ポーランド国鉄
第一次世界大戦の終戦後、オーストリア＝ハンガリー帝国の解体とポーランド第二共和国の樹立によりこの路線に属する地域はポーランドに帰属した。1926年にポーランド国鉄（Polskie Koleje Państwowe, PKP）が創設されて、その以降この路線を運営することとなった。
1963年にはカトヴィツェ - ビェルスコ＝ビャワ間、1990年にはビェルスコ＝ビャワ・リプニク - ヴィルコビツェ・ビストラ間が複線化された。 電化は1961年にはカトヴィツェ - カトヴィツェ・リゴタ間に始まり、1963年にはカトヴィツェ・リゴタ - ビェルスコ＝ビャワ間、1970年代にはビェルスコ - ジヴィエツ間、1986年にはジヴィエツ - ズヴァルドン間で行われた。そして2002年にはスロバキアとの国境区間のズヴァルドン - スカリテー・セラフィノフ間の電化も行われた。

## 運行形態
- 普通列車（S 4）: カトヴィツェ - ブリヌフ - リゴタ - ピオトロヴィツェ - ポドレシエ - ティヒ - ティヒ市街駅 - ロドヴィスコ。30分 / 60分ごと。シロンスク鉄道（Koleje Śląskie）運営[15]。
- 普通列車（S 5）: カトヴィツェ - ブリヌフ - リゴタ - ピオトロヴィツェ - ポドレシエ - ティヒ - ジヴァクフ - コビウル - ピアセック - プシュチナ - ゴチャウコヴィツェ - ゴチャウコヴィツェ・ズドルイ - チェホヴィツェ・ジェジツェ - プジスタネック - ポウドニオヴェ - コモロヴィツェ - ビェルスコ＝ビャワ - リプニック - レシュチニ - ミクショヴィツェ - ヴィルコヴィツェ・ビストラ - ウォディゴヴィツェ・グルネ - ウォディゴヴィツェ - ピェトジコヴィツェ・ジヴィエツキエ - ジヴィエツ（- ラジェホヴィ・ヴィエプジュ - チエンチナ・ドルナ - チエンチナ - ヴェンギエルスカ・グルカ - シチエツ - ミルフカ - ザバヴァ - ライツァ - ライツァ中駅 - リツェルカ - スル - キチョラ - ラリキ - ズヴァルドニ）。60分 / 120分ごと。シロンスク鉄道運営[15]。
- 中距離列車（S 6）: カトヴィツェ - リゴタ - ピオトロヴィツェ - ティヒ - コビウル - ピアセック - プシュチナ - ゴチャウコヴィツェ - ザブジェグ - チャルノレシエ - スコチュフ - ゴレシュフ - ヴィスワ・グウェンブースツェ。シロンスク鉄道運営[15]。
- 普通列車（S 7）: カトヴィツェ - ブリヌフ - リゴタ - ピオトロヴィツェ - ミコウフ-オジェシェ - レシュチニ - リブニック - ラチブジュ/ハウスプキ。シロンスク鉄道運営[15]。

## 参照
1. ↑  http://www.plk-sa.pl/files/public/user_upload/pdf/Reg_przydzielania_tras/Regulamin_2016_2017/12.08.2016/N_ZAL_2.1A_20160812131233.pdf
2. ↑   (ドイツ語) Reichs-Gesetz-Blatt: 50. Eisenbahn-Vertrag zwischen Oesterreich und Preußen vom 23. Februar 1861. Wien: Kaiserlich-königliche Hof- und Staatsdruckerei. (1861). pp. 397, 398
3. ↑  H. Strech (1898). Band 1.1. pp. 495, 496
4. ↑   (ドイツ語) Reichs-Gesetz-Blatt: 62. Concessionsurkunde vom 24. Jänner 1867. Wien: Kaiserlich-königliche Hof- und Druckerei. (1867). pp. 127, 128
5. ↑  “Officielle Mittheilungen über neu eröffnete vereins-Bahnen und -Stationen etc.” (ドイツ語). Zeitung des Vereins Deutscher Eisenbahn-Verwaltungen (No. 47):  p. 687. (1868年11月20日)
6. ↑  “Officieller Anzeiger: Rechte-Oder-Ufer-Eisenbahn” (ドイツ語). Zeitung des Vereins Deutscher Eisenbahn-Verwaltungen (No. 26). (1870年7月1日)
7. ↑  Viktor von Röll, ed (1917) (ドイツ語). Enzyklopädie des Eisenbahnwesens (Eintrag zur Rechter Oder-Uferbahn). Band 8 (2nd ed.). Berlin / Wien: Urban & Scharzenberg. pp. 182, 183
8. 1 2  Linia Katowice – Zwardoń (– Skalité Serafínov) (139/489)
9. ↑  H. Strech (1898). Band 1.1. p. 304
10. ↑  I. Konta (1898). Band 1.2, pp. 239, 240
11. ↑  I. Konta (1898). Band 1.2, p. 328
12. ↑   (ドイツ語) R. G. Bl. Nr. 28. Gesetz vom 28. Februar 1883. Wien: kaiserlich-königliche Hof- und Staatsdruckerei. (1883). pp. 88, 89
13. ↑  I. Konta (1898). Band 1.2, p. 333
14. ↑  Viktor von Röll, ed (1914) (ドイツ語). Enzyklopädie des Eisenbahnwesens (Eintrag zu Kaiser-Ferdinands-Nordbahn). Band 6 (2nd ed.). Berlin / Wien: Urban & Scharzenberg. pp. 314~316
15. 1 2 3 4  “Rozkład jardy kolei Śląnskich: Rozkład jazdy obowiązujący od 10 grudnia 2023 r. do 09 marca 2024 r.” (ポーランド語).   Koleje Śląskie Sp. z o.o.. 2024年1月26日閲覧。